# Arthur Orton
Arthur Orton (Wapping, 20 marzo 1834 – Marylebone, 1º aprile 1898) è stato un truffatore britannico.

## Biografia
Figlio di un macellaio londinese, Orton andò per mare da ragazzo, trascorse un anno in Cile e lavorò come macellaio e allevatore per squatter in Australia tra la metà e la fine degli anni '50 dell'Ottocento. 
Nel 1866 Thomas Castro, un macellaio di Wagga Wagga in Australia, affermò di essere Roger Tichborne, l'erede dei possedimenti e baronetto di Tichborne che erano stati dichiarati perduti in mare nel 1854. 
Durante i lunghi procedimenti giudiziari che seguirono alla richiesta di Castro, furono prodotte prove che Castro potrebbe in effetti essere Arthur Orton, che tenta di assicurarsi le fortune di Tichborne con l'impostura. 
Il verdetto della giuria in Regina contro Castro (1873–74) fu che Castro non era Roger Tichborne e che era Arthur Orton. 
Fu condannato a quattordici anni di reclusione per falsa testimonianza. 
Dopo il suo rilascio visse in grande povertà, insistendo ancora sul fatto di essere Tichborne. 
Nel 1895 confessò di essere Orton, ma si ritirò quasi immediatamente. Morì nel 1898; la famiglia Tichborne permise che sulla bara fosse collocata una targa funeraria con i nomi "Sir Roger Charles Doughty Tichborne", non perché la sua affermazione fosse stata concessa, ma perché "[non] esistevano mezzi legali per prevenire un tale oltraggio"
I commentatori hanno generalmente concordato con il verdetto della corte secondo cui il ricorrente era Orton, ma alcuni analisti del XX secolo hanno sollevato incertezze su questo punto di vista accettato e hanno suggerito che, sebbene l'identità di Orton rimanga la più probabile, persiste un dubbio persistente.

## Nella cultura popolare
La sua storia ispirò Jorge Luis Borges per il racconto Tom Castro, l'impostore inverosimile, scritto tra il 1933 e il 1934 e pubblicato in Storia universale dell'infamia.
Orton è stato interpretato dall'attore Robert Pugh nel film The Tichborne Claimant di David Yates.